# Volker Eckert
Volker Eckert (ur. 1 lipca 1959 w Plauen, zm. 2 lipca 2007 w Bayreuth) – niemiecki seryjny morderca. Przyznał się do zamordowania na terenie kilku krajów Europy 6 kobiet, głównie prostytutek.
Eckert podróżował po całej Europie, gdyż był zawodowym kierowcą ciężarówki. 17 listopada 2006 roku został aresztowany w swoim domu w Kolonii. W czasie przeszukania jego domu znaleziono pukiel włosów obcięty jednej z ofiar oraz zdjęcia przedstawiające kobiety torturowane w ciężarówce Eckerta.
2 lipca 2007 roku Eckert popełnił samobójstwo w swojej celi. Po jego śmierci policja znalazła dowody, wiążące go z kilkoma niewyjaśnionymi morderstwami dokonanymi na terenach: Niemiec, Włoch, Hiszpanii oraz Francji.

## Ofiary
| L.p. | Ofiara              | Wiek | Data morderstwa     | Miejsce morderstwa      |
| ---- | ------------------- | ---- | ------------------- | ----------------------- |
| 1.   | Silvia Unterdörfel  | 14   | 7 maja 1974         | Plauen                  |
| 2.   | Sandra Osifo        | 21   | 25 lipca 2001       | Chermignac              |
| 3.   | Isabel Beatriz Diaz | 24   | 9 października 2001 | Maçanet de la Selva     |
| 4.   | Marija Wesiełowa    | ?    | 1 marca 2005        | Sant Sadurní d'Osormort |
| 5.   | Agnieszka Bos       | 28   | 2 października 2006 | Reims                   |
| 6.   | Miglena Petrova     | 20   | 2 listopada 2006    | Hostalric               |